# Amphipyra conjuncta
Amphipyra conjuncta là một loài bướm đêm trong họ Noctuidae.